# C.C.P 콘택트 프롭스

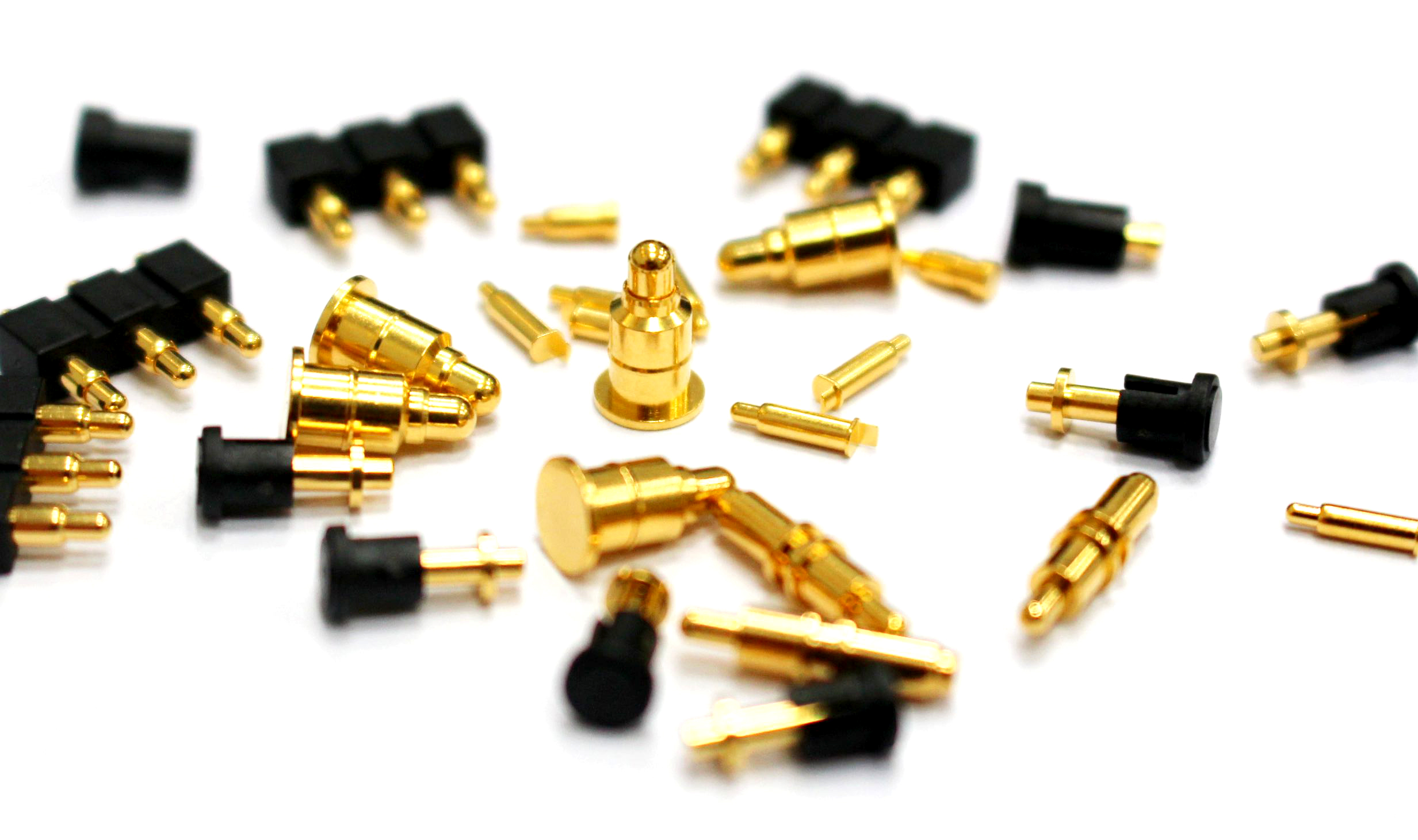
포고핀 커넥터

C.C.P 콘택트 프롭스(시시피 콘택트 프롭스, C.C.P Contact Probes Co., Ltd., 중국어: 中國探針股份有限公司; 병음: Zhōng Guó Tàn Zhēn Yūu Xiàn Gōng Sī)는 테스트 프로브 및 프로브형 커넥터를 생산하는 대만 제조업체이다. 이 회사는 1986년 1월 22일 황지에충(黃介崇)에 의해 설립되었으며 대만 신베이시에 본사를 두고 있다. C.C.P 콘택트 프롭스는 중국, 홍콩, 미국 및 독일에 글로벌 영업 사무소를 두고 국제적으로 운영되고 있으며 약 1000명의 직원을 보유하고 있다. 4가지 주요 제품은 테스트 솔루션, 포고 핀 커넥터, EV 크라운 스프링 커넥터 및 산업용 커넥터이다. 이 회사는 애플, 화웨이, 마이크로소프트 등 전 세계 주요 브랜드의 포고 핀(Pogo Pin) 커넥터를 공급하는 업체이다. 애플의 맥북 시리즈나 마이크로소프트의 서피스 프로 4와 같은 알려진 제품은 C.C.P의 자석 커넥터를 사용하고 있다.
C.C.P. 콘택트 프롭스는 대만 증권 거래소(Bloomberg Ticker: 6217:TT)에 상장되어 있다. 2017년에는 약 NTD18억9천230만 달러(~6천만 달러)의 매출과 NTD1억5천930만 달러(~515만 달러)의 순이익을 기록했다.

## 같이 보기
- 대만의 기업 목록